# Tectocepheus depressus
Tectocepheus depressus är en kvalsterart som beskrevs av Pérez-Íñigo och Baggio 1989. Tectocepheus depressus ingår i släktet Tectocepheus och familjen Tectocepheidae. Inga underarter finns listade i Catalogue of Life.